# 단백질의 2차 구조
단백질의 2차 구조(Protein Secondary Structure)는 단백질의 국부 영역의 3차원 형태이다. 베타 회전 구조 및 오메가 루프 구조도 발생하지만 가장 일반적인 2차 구조의 요소는 알파 나선 구조와 베타 병풍 구조이다. 2차 구조 요소는 일반적으로 단백질이 3차원의 단백질의 3차 구조로 접히기 전에 중간체로 자발적으로 형성된다.
2차 구조는 펩타이드 골격에서 아미노 수소와 카복실 산소 원자 사이의 수소 결합 패턴에 의해 정의된다. 대안적으로 2차 구조는 정확한 수소 결합을 갖는지 여부에 관계없이 라마찬드란 조사구의 특정 영역에서 골격 다면각의 규칙적인 패턴에 기초하여 정의 될 수 있다.
2차 구조의 개념은 1952년 스탠퍼드 대학교에서 Kaj Ulrik Linderstrøm-Lang에 의해 처음 소개되었다. 핵산과 같은 다른 유형의 생체고분자도 특징적인 2차 구조를 가지고 있다.

## 종류
| 기하학 속성          | 알파 나선              | 310 나선               | π 나선                 |
| -------------------- | ---------------------- | ---------------------- | ---------------------- |
| 1회전 당 잔기의 개수 | 3.6                    | 3.0                    | 4.4                    |
| 한 잔기 당 번역 길이 | 1.5 옹스트롬 (0.15 nm) | 2.0 옹스트롬 (0.20 nm) | 1.1 옹스트롬 (0.11 nm) |
| 나선의 반경          | 2.3 옹스트롬 (0.23 nm) | 1.9 옹스트롬 (0.19 nm) | 2.8 옹스트롬 (0.28 nm) |
| 최고점               | 5.4 옹스트롬 (0.54 nm) | 6.0 옹스트롬 (0.60 nm) | 4.8 옹스트롬 (0.48 nm) |

가장 일반적인 2차 구조는 알파 나선 구조와 베타 병풍 구조이다. 310 나선 및 π 나선과 같은 다른 나선은 에너지적으로 유리한 수소 결합 패턴을 갖는 것으로 계산되지만 나선 중심의 바람직하지 않은 골격으로 인해 알파 나선의 끝을 제외하고 자연 단백질에서는 거의 관찰되지 않는다. 폴리 프롤린 나선 및 알파 병풍 구조와 같은 다른 확장 된 구조는 천연 상태 단백질에서는 드물지만 종종 중요한 단백질 접힘의 중간체로 가정된다. 단단한 회전과 느슨하고 유연한 루프는 보다 보통적인 2차 구조 요소를 연결한다. 무작위 코일(Random Coil)은 진정한 2차 구조는 아니지만 규칙적인 2차 구조가 없음을 나타내는 형태의 클래스이다.
아미노산은 다양한 2차 구조 요소를 형성하는 능력이 다양하다. 프롤린과 글라이신은 나선 차단기로 알려져 있다. 그러나 모두 특이한 구조적인 능력을 가지고 일반적으로 발견되는 회전이다. 단백질에서 나선 형태를 채택하는 것을 선호하는 아미노산은 메티오닌, 알라닌, 류신, 글루탐산, 라이신(MALEK)이다. 대조적으로, 큰 방향족 잔기(트립토판, 티로신, 페닐알라닌) 및 분지형 Cβ 아미노산(아이소류신, 발린, 트레오닌)은 베타 가닥을 선호한다. 그러나 이들 선호도는 서열 단독으로부터 2차 구조를 예측하는 신뢰성 있는 방법을 생성하기에는 강하지 않다.

### DSSP 분류

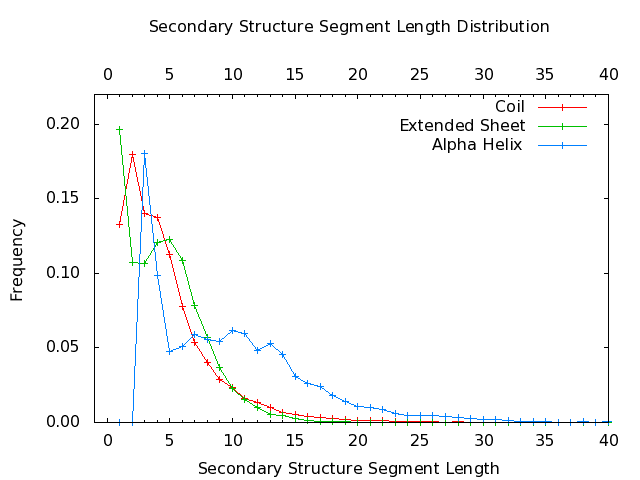
비중복 pdb_select database에서 얻은 분포(2006년 3월). DSSP에 의해 할당된 2차 구조(8개의 순응 상태가 3개 상태로 감소: H=HGI, E=EB, C=STC). 가시성은(가우스) 분포의 혼합물로서, DSSP 상태의 감소에도 기인한다.

짧은 DSSP의 단백질 2차 구조 사전은 일반적으로 단일 문자 코드로 단백질 2차 구조를 설명하는 데 사용된다. 2차 구조는 Pauling 등이 처음 제안한 수소 결합 패턴을 기반으로 지정된다. 1951년(단백질의 구조가 실험적으로 결정되기 전). DSSP가 정의하는 8가지 유형의 2차 구조가 있다.
- G = 3회전 나선 (310 나선), 최소 길이 3 잔기
- H = 4회전 나선 (α 나선), 최소 길이 4 잔기
- I = 5회전 나선 (π 나선), 최소 길이 5 잔기
- T = 수소 결합 회전 (3~5회전)
- E = 평행 또는 역평행 베타 병풍 구조의 연장된 가닥, 최소 길이 2 잔기
- B = 분리된 베타 다리의 잔기 (단일 베타 병풍 구조의 수소 결합 형성)
- S = 굽힘 (유일한 비수소 결합)
- C = 코일 (상기 형태 중 어느 것도 아닌 잔기)

코일은 종종 ' ' (공백), 'C' (코일), '-' (대시)로 표현된다. 나선 (G, H 및 I) 및 시트 형태는 모두 적절한 길이를 가져야 한다. 이는 1차 구조에서 2개의 인접한 잔기가 동일한 수소 결합 패턴을 형성해야 함을 의미한다. 나선 또는 병풍 수소 결합 패턴이 너무 짧으면 각각 T 또는 B로 지정된다. 다른 단백질 2차 구조의 할당 범주(날카로운 회전, 오메가 루프 등)가 있지만 자주 사용되지는 않는다.
단백질의 2차 구조는 수소 결합으로 정의되므로 수소 결합의 정확한 정의가 중요하다. 단백질의 2차 구조에 대한 표준 수소 결합 정의는 순수한 정전기 모델인 DSSP의 정의이다. 이것은 ±q1의 전하를 할당한다.
{\displaystyle E=q_{1}q_{2}\left({\frac {1}{r_{\mathrm {ON} }}}+{\frac {1}{r_{\mathrm {CH} }}}-{\frac {1}{r_{\mathrm {OH} }}}-{\frac {1}{r_{\mathrm {CN} }}}\right)\cdot 332{\text{ kcal/mol}}.}
DSSP에 따르면, E가 −0.5 kcal/mol (−2.1 kJ/mol)보다 작은 경우에만 수소 결합이 존재한다. DSSP 공식은 물리적 수소 결합 에너지의 비교적 조잡한 근사치이지만 일반적으로 단백질의 2차 구조를 정의하기 위한 도구로 인정된다.

### SST[4]분류
SST는 최소 메시지 길이(MML) 추정의 Shannon 정보 기준을 사용하여 단백질 좌표 데이터에 2차 구조를 할당하는 베이시안 방법이다. SST는 단백질의 2차 구조의 모든 할당을 주어진 단백질 좌표 데이터를 설명하려는 잠재적 가설로 취급한다. 핵심 아이디어는 최상의 2차 구조 지정이 주어진 단백질 좌표의 좌표를 가장 경제적인 방법으로 설명할 수 있는 것이므로, 2차 구조의 추론을 비손실 압축과 연결하는 것이다. SST는 모든 단백질 사슬을 다음과 같은 할당 유형과 관련된 영역으로 정확하게 묘사한다.
- E = 베타 병풍 구조의 (연장) 가닥
- G = 시계방향 310 나선 구조
- H = 시계방향 알파 나선 구조
- I = 시계방향 π 나선 구조
- g = 반시계방향 310 나선 구조
- h = 반시계방향 알파 나선 구조
- i = 반시계방향 π 나선 구조
- 3 = 310 유사 회전
- 4 = α 유사 회전
- 5 = π 유사 회전
- T = 불특정 회전
- C = 코일
- - = 할당되지 않은 잔기

SST는 π 및 310 나선 캡을 표준 α 나선 구조까지 감지하고 다양한 확장 가닥을 일관된 베타 병풍 구조에 자동으로 조립한다. 해부된 2차 구조 요소의 읽기 가능한 출력과 할당된 2차 구조 요소를 개별적으로 시각화하기 위한 해당 파이몰 로드 가능 스크립트를 제공한다.

## 실험 결정
생체고분자의 대략적인 2차 구조 함량(예를 들어, 어떤 단백질은 40% 알파 나선 구조 및 20% 베타 병풍 구조)은 분광학적으로 추정 될 수 있다. 단백질의 경우, 일반적인 방법은 원자외선(far-UV, 170-250nm)으로 추정한다. 208~222nm에서는 알파 나선 구조를 나타내고, 204~214nm에서는 베타 병풍 구조 또는 무작위 코일을 나타낸다. 또 다른 방법은 적외선 분광법으로, 수소 결합으로 인한 아미노기의 결합 진동의 차이를 감지한다. 마지막으로 2차 구조 함량은 초기에 할당되지 않은 핵자기 공명 스펙트럼의 화학적 이동을 사용하여 정확하게 추정 할 수 있다.

## 예측
아미노 서열에서만 단백질의 3차 구조를 예측하는 것은 매우 어려운 문제이지만(단백질의 구조 예측 참조)보다 간단한 2차 구조 정의를 사용하는 것이 더 다루기 쉽다.
2차 구조 예측의 초기 방법은 알파 나선 구조, 베타 병풍 구조, 무작위 코일의 세 가지 주요 상태를 예측하는 것으로 제한되어 왔다. 이들 방법은 개별 아미노산의 알파 나선 구조 또는 베타 병풍 구조의 형성에 기초하고, 때때로 2차 구조 요소를 형성하는 자유에너지를 추정하기 위한 규칙과 결합된다. 아미노산 서열로부터 단백질 2차 구조를 예측하기 위해 가장 널리 사용된 기술은 Chou-Fasman 방법과 GOR 방법이 있다. 이러한 방법이 잔기가 채택하는 3가지 상태(알파 나선 구조, 베타 병풍 구조, 무작위 코일)를 예측할 때 60%의 정확도를 달성한다고 주장했지만, 나중에 블라인드 컴퓨팅 평가는 실제 정확도가 훨씬 낮다는 것을 보여주었다.
다중서열정렬을 이용함으로써 정확도(약 80%까지)의 현저한 증가가 이루어졌다. 진화 과정에서 한 위치에서 발생하는 아미노산의 전체 분포를 알면 해당 위치 근처의 구조적 경향을 훨씬 더 잘 파악할 수 있다. 예를 들어 주어진 단백질은 어떠한 위치에 글리신을 가질 수 있으며, 그 자체로 무작위 코일을 제안 할 수 있다. 그러나 다중서열정렬은 알파 나선 구조의 아미노산이 거의 10억 년의 진화에 걸친 상동성 단백질의 95%에서 발생한다는 것을 나타낼 수 있다. 또한 그 위치 및 근처 위치에서의 평균 소수성을 조사함으로써, 동일한 정렬은 알파 나선 구조와 일치하는 잔류 용매 접근성의 패턴을 제안 할 수 있다. 종합하면 이들 인자는 원래 단백질의 글리신이 무작위 코일이 아닌 알파 나선 구조을 채택함을 시사한다. 사용 가능한 모든 데이터를 결합하여 인공신경망, 은닉 마르코프 모형 및 서포트 벡터 머신을 포함한 3가지 상태 예측을 형성하는 데 여러 유형의 방법이 사용된다. 또한 최신 예측 방법은 모든 위치에서 예측에 대한 신뢰 점수를 제공한다.

## 응용
단백질 및 핵산의 2차 구조는 다중 서열 정렬을 돕기 위해 사용될 수 있다. 이러한 정렬은 간단한 서열 정보 외에 2차 구조 정보를 포함시킴으로써 보다 정확하게 이루어질 수 있다. 염기쌍이 서열보다 훨씬 더 많이 보존되기 때문에 이것은 때때로 RNA에서는 덜 유용하다. 1차 구조가 정렬 불가능한 단백질 사이의 먼 관계는 때때로 2차 구조에 의해 발견 될 수 있다.
알파 나선 구조는 천연 단백질에서 베타 가닥보다 더 안정적이고 돌연변이에 강하고 설계 가능하다는 것이 밝혀졌다. 기능성 all-알파 단백질의 설계는 알파 나선 구조와 베타 가닥 모두를 갖는 단백질을 설계하는 것보다 쉽다.

## 같이 보기
- 핵산의 2차 구조
- 번역 (생물학)
- 구조 모티프

## 참고
- 단백질 접힘
- 핵산의 2차 구조
- 번역 (생물학)
- 구조적 모티브
- 알파 나선
- 베타 병풍